# Colorsport VIII
El Colorsport VIII CS 1818 es una de las primeras videoconsolass monocromáticas de Pong para televisión que se pusieron a disposición de los consumidores en 1978 por Granada en los Estados Unidos. Cuenta con ocho (4x2) juegos deportivos diferentes, incluido un juego de disparos. La consola se basa en la tecnología MOS 7600-001 pong-on-a-chip de MOS Technology, como la consola Coleco Telstar Arcade. 